# Christer Sterning
Sten Christer Sterning, född 30 december 1941 i Örebro Sankt Nikolai församling i Örebro län, är en svensk militär och före detta chef inom kriminalvården.

## Biografi
Sterning avlade officersexamen vid Krigsskolan 1967 och utnämndes samma år till officer i armén, varefter han 1972 befordrades till kapten vid Luleå luftvärnskår (1975 namnändrat till Luleå luftvärnsregemente). Han gick högre kursen vid Militärhögskolan 1975–1977. Åren 1977–1980 tjänstgjorde han vid Försvarsstaben, 1978 befordrad till major och från 1979 som detaljchef. Han tjänstgjorde han vid Skånska luftvärnsregementet 1980–1982, utbildade sig vid Forsvarsakademiet i Köpenhamn 1981–1982, var avdelningschef vid staben i Södra militärområdet 1982–1986, befordrades till överstelöjtnant 1984, var chef för Internationella avdelningen vid Försvarsdepartementet 1986–1987 och tjänstgjorde åter vid Skånska luftvärnsregementet 1987–1989. Han var försvarsattaché vid ambassaden i Oslo 1989–1992, befordrades till överste 1990, var operationsofficer vid staben i Södra militärområdet 1992–1993 och var 1993–1995 chef för Skånska luftvärnsregementet (1994 namnändrat till Skånska luftvärnskåren). År 1995 befordrades han till överste av första graden, varpå han 1995–1997 var chef för Södra skånska regementet tillika befälhavare för Malmö försvarsområde. År 1997 lämnade Sterning Försvarsmakten och därefter var han från 1997 under några år chef inom kriminalvården i Ystad.
Christer Sterning är son till kommunalrådet Sten Sterning och Karin Sterning, född Karlsson. Han gifte sig 1976 med filosofie kandidat Anita Yngve (född 1947).